# Reilac Shiga FC
Reilac Shiga Football Club (em japonês:  レイラック滋賀FC - Reirakku Shiga Efu Shī), anteriormente conhecido por MIO Biwako Shiga (em japonês:  MIO びわこ滋賀 - Mīo Biwako Shiga) é um clube de futebol japonês, com sede em Konan. Atualmente disputa a JFL, a quarta divisão do país.
O nome Biwako é uma referência ao Lago Biwa, o maior lago de água doce do território japonês.

## História
Fundado em 2005 a partir do antigo Sagawa Express SC Kyoto, chamou-se inicialmente FC Mi-O Biwako Kusatsu até 2007, quando mudou o nome para MIO Biwako Kusatsu e conquistou o acesso à JFL (na época, a terceira divisão na pirâmide do futebol japonês).
Em 2012, passou a chamar-se MIO Biwako Shiga, visando ampliar o número de torcedores na prefeitura de Shiga, principalmente ao redor da parte sul do Lago Biwa (o maior lago de água doce do país).
Pela Copa do Imperador, o MIO disputou 9 edições, caindo sempre entre a primeira e segunda fases da competição.
Em janeiro de 2023, o clube anunciou que passaria a se chamar Reilac Shiga FC e adotando uma nova identidade visual em fevereiro do mesmo ano.